# Margarita Wassiljewna Scharowa
Margarita Wassiljewna Scharowa (russisch Маргарита Васильевна Жарова; geb. Iwanowa, russisch Иванова; * 7. Juni 1925 in Moskau; † 21. März 2019 ebenda) war eine sowjetische Schauspielerin.

## Biografie
Scharowa kam als Margarita Wassiljewna Iwanowa im Moskauer Stadtteil Sokolniki als Tochter eines Mitarbeiters der KPdSU zur Welt. Infolge des Deutsch-Sowjetischen Krieges wurde sie in den Oblast Perm evakuiert. Von 1943 bis 1948 studierte die junge Frau am Staatlichen All-Unions-Institut für Kinematographie unter Sergei Gerassimow und Tamara Makarowa. Nach dem Abschluss trat sie dem Staatstheater der Kinodarsteller bei und verblieb dort bis zu dessen Schließung im Oktober 1959. Im Jahr 1949 heiratete die Moskauerin den Militärangehörigen Nikolai Alexejewitsch Scharow (1924–2002), 1950 kam ihre Tochter Jelena zur Welt. Ab 1957 trat sie als Margarita Scharowa in Erscheinung.
Nach zwei Filmrollen in der Mitte der 1940er Jahre erhielt die blonde Darstellerin nach ihrer Ausbildung einen Vertrag bei Mosfilm, wechselte aber Ende 1959 zum Gorki-Studio. Scharowa trat bis in die 1980er Jahre als Film- und Fernsehdarstellerin auf, darunter für bekannte Regisseure wie Mark Donskoi oder ihren ehemaligen Lehrer Gerassimow. Dessen Werk Die junge Garde (1948) zählt zu ihren bekanntesten Projekten. Außerdem synchronisierte sie Jeanne Moreau in der russischsprachigen Fassung von Ein ganzes Leben (1955). Scharowa spielte in rund 80 Produktionen, lehnte aber aus familiären Gründen auch Rollen ab.
Ihr Grab befindet sich auf dem Friedhof Trojekurowo.

## Theaterarbeit (Auswahl)
- Молодая гвардия (Molodaja gwardija) nach Alexander Fadejews Roman Die junge Garde
- Три солдата (Tri soldata) – von  Juri Pawlowitsch Jegorow und G. S. Pobedonoszew
- Раки (Raki) – von Sergei Michalkow
- Das Mandat (Mandat) – von Nikolai Erdman.

## Filmografie (Auswahl)
- 1944: Um 6 Uhr abends nach Kriegsende (W tschest tschasow wetschera posle woiny)
- 1948: Die junge Garde (Molodaja gwardija)
- 1952: Aus dem Tagebuch einer Ärztin (Selski wratsch)
- 1953: Drei Menschen (Woswraschtschenije Wassilija Bortnikowa)
- 1957: Das Duell (Pojedinok)
- 1958: Ich sag's Dir mit Musik (Matros s komety)
- 1959: Gefährliches Schweigen (Isprawlenomu werit)
- 1960: Ich hab' dich lieb, Serjoscha (Serjoscha)
- 1961: Der Tolpatsch (Karjera Dimy Gorina)
- 1962: Das Haus in den sieben Winden (Na semi wetrach)
- 1964: Das Märchen von der verlorenen Zeit (Skaska o poterjannom wremenu)
- 1966: Das Herz einer Mutter (Serdze materi)
- 1968: Tatjanas Tag (Tatjanin den)
- 1969: Übergangsalter (Perechodny wosrast)
- 1969: Der Dorfdetektiv (Derewenski detektiw)
- 1970: Am See (U osera)
- 1971: Das Unerwartete ist nebenan (Neoschidannoje rjadom)
- 1979: Polarfuchs Napoleon III. (Nedopjosok Napoleon III.)
- 1980: Slalom in den Kosmos (Poljot s kosmonawtom)
- 1981: So ein Störenfried (U matrosow njet woprosow)